# Анна Пресіанка

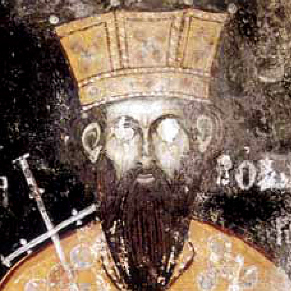
Зображення брата Анни Бориса. Монастир Святого Наума.

Анна (болг. Анна) — болгарська княгиня, донька царя Болгарії, що жила в IX столітті.

## Життєпис
Анна була дочкою болгарського хана Пресіана I (персіянина), який був язичником. Ім'я її матері невідоме, а діда звали Звиниця. Початкове ім'я Анни також невідоме — вона була язичницею, але пізніше прийняла християнство. За хронікою, вона потрапила в полон до ромеїв і, коли жила при дворі імператора, прийняла християнство, але була обміняна на ченця Феодора Куфара.
Братом (зведеним) Анни був Борис I Болгарський, який став християнином і в Болгарії вшановується як святий. Свою дочку Борис I назвав на честь Анни.
Коли Анна померла, невідомо. Похована в Болгарії.